# Collegio uninominale Toscana - 04 (Senato della Repubblica 2020)
Il collegio elettorale uninominale Toscana - 04 è un collegio elettorale uninominale della Repubblica Italiana per l'elezione del Senato della Repubblica.

## Territorio
Come previsto dalla legge n. 51 del 27 maggio 2019, il collegio è stato definito tramite decreto legislativo all'interno della circoscrizione Toscana.
È formato dal territorio dell'intera città metropolitana di Firenze (41 comuni).
Il collegio è parte del collegio plurinominale Toscana - 01.

## Eletti
| Elezione | Elezione | Senatore      | Partito          |
| -------- | -------- | ------------- | ---------------- |
|          | 2022     | Ilaria Cucchi | Ind. di sinistra |

## Dati elettorali

### XIX legislatura
Come previsto dalla legge elettorale, 74 senatori sono eletti con sistema a maggioranza relativa in altrettanti collegi uninominali a turno unico.
| Candidati                                 | Candidati               | Voti    | %     | Liste                          | Voti    | %     |
| ----------------------------------------- | ----------------------- | ------- | ----- | ------------------------------ | ------- | ----- |
|                                           | Ilaria Cucchi ✔️ Eletto | 208 974 | 40,08 | Partito Democratico-IDP        | 155 256 | 29,77 |
| Alleanza Verdi e Sinistra                 | Ilaria Cucchi ✔️ Eletto | 208 974 | 40,08 | 33 953                         | 6,51    |       |
| +Europa                                   | Ilaria Cucchi ✔️ Eletto | 208 974 | 40,08 | 17 808                         | 3,42    |       |
| Impegno Civico - Centro Democratico       | Ilaria Cucchi ✔️ Eletto | 208 974 | 40,08 | 1 957                          | 0,38    |       |
|                                           | Federica Picchi         | 156 578 | 30,03 | Fratelli d'Italia              | 107 820 | 20,68 |
| Lega per Salvini Premier                  | Federica Picchi         | 156 578 | 30,03 | 25 184                         | 4,83    |       |
| Forza Italia                              | Federica Picchi         | 156 578 | 30,03 | 21 546                         | 4,13    |       |
| Noi moderati/Lupi - Toti - Brugnaro - UDC | Federica Picchi         | 156 578 | 30,03 | 2 028                          | 0,39    |       |
|                                           | Stefania Saccardi       | 63 788  | 12,23 | Azione - Italia Viva - Calenda | 63 788  | 12,23 |
|                                           | Claudio Cantella        | 55 354  | 10,62 | Movimento 5 Stelle             | 55 354  | 10,62 |
|                                           | Francesca Conti         | 11 221  | 2,15  | Unione Popolare                | 11 221  | 2,15  |
|                                           | Guglielmo Mossuto       | 7 766   | 1,49  | Italexit                       | 7 766   | 1,49  |
|                                           | Maurizio Romani         | 7 421   | 1,42  | Italia Sovrana e Popolare      | 7 421   | 1,42  |
|                                           | Annamaria Zisa          | 6 432   | 1,23  | Partito Comunista Italiano     | 6 432   | 1,23  |
|                                           | Vanda Ciaiola           | 3 897   | 0,75  | Vita                           | 3 897   | 0,75  |
| Totale                                    | Totale                  | 521 431 | 100   |                                | 521 431 | 100   |
|                                           |                         |         |       |                                |         |       |
| Voti non validi                           | Voti non validi         | 21 242  | 3,91  |                                |         |       |
| Votanti                                   | Votanti                 | 542 673 | 73,07 |                                |         |       |
| Elettori                                  | Elettori                | 742 631 |       |                                |         |       |